# Golfe de Kandalakcha
Le golfe de Kandalakcha (en russe : Кандалакшский залив, Kandalakchskaïa zaliv) est un golfe de la mer Blanche, au nord-ouest de la Russie. Il sépare la république de Carélie, au sud, de l'oblast de Mourmansk, au nord. La péninsule de Kola ferme le nord du golfe. La ville de Kandalakcha se situe au fond du golfe, sur sa côte nord et Zelenoborski, plus au sud. Le nouveau port pétrolier de Vitino, 10 km plus au sud.
Avec la baie d'Onega, la baie de la Dvina et la baie de Mezen, c'est l'un des quatre plus grands golfes ou baies de la mer Blanche. 

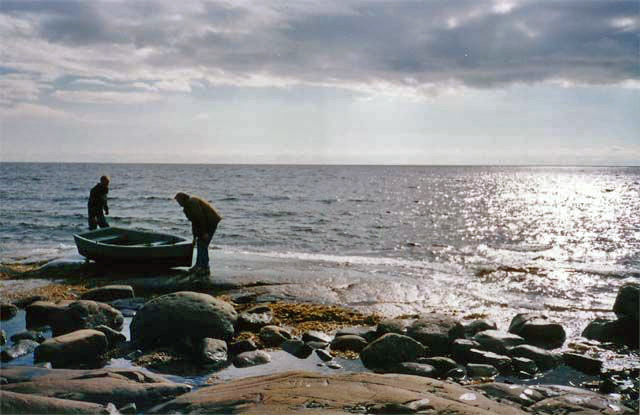
Sur la rive du golfe de Kandalakcha

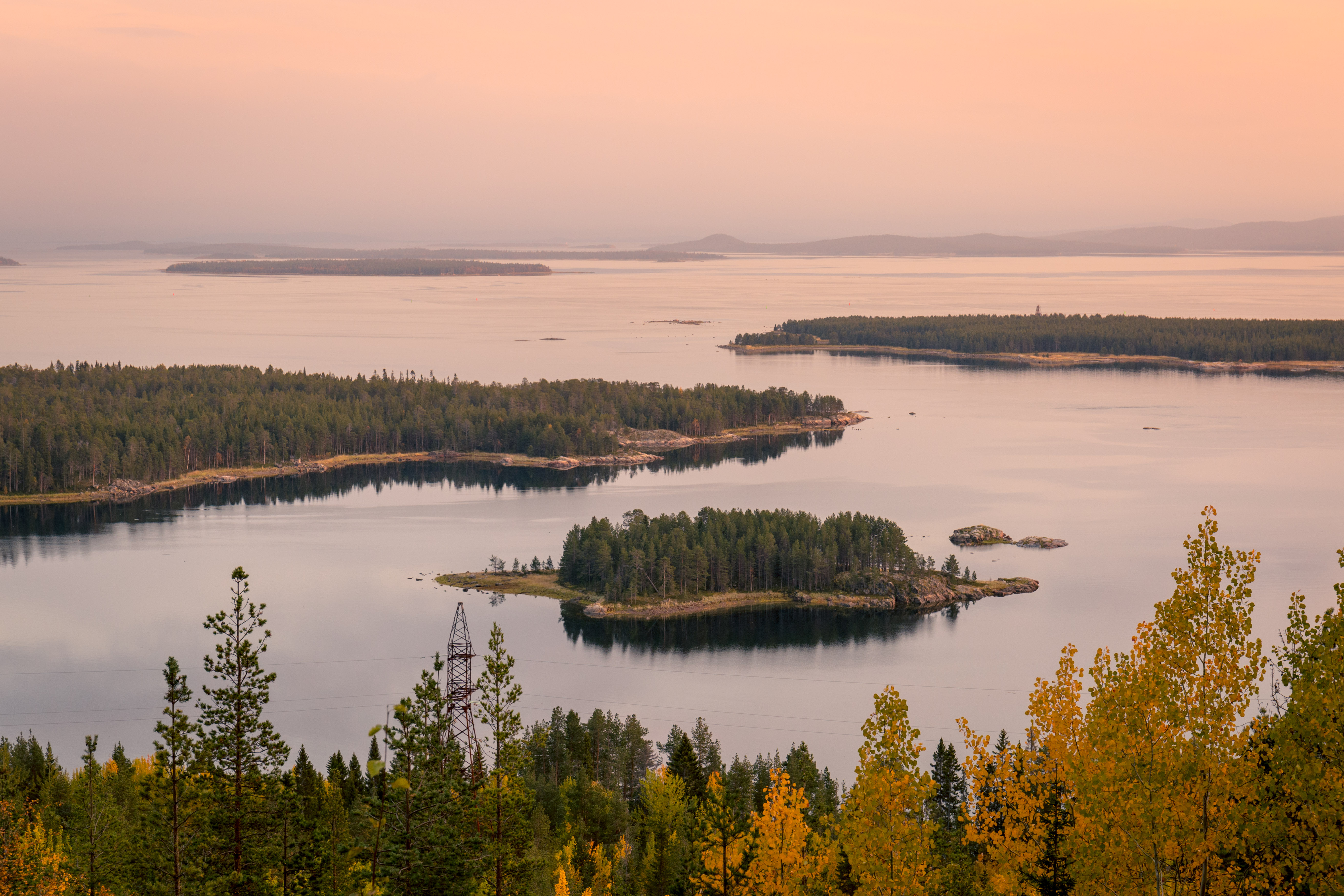
Vue d'ensemble du golfe de Kandalakcha. Septembre 2016.